# Tour Initiale
La Tour Initiale, anche chiamata Tour Nobel, è un grattacielo situato nel quartiere finanziario della Défense, a Puteaux, comune alla periferia di Parigi. 
Completato nel 1966, è alto 109 m.
È stato rinnovato nel 2003 e ha ricevuto il suo nome attuale.
La Torre Iniziale è stata progettata dagli architetti Jean de Mailly e Jacques Depussé.